# Garret Siler
Garret Andrew Siler (Augusta, Georgia, 25 de agosto de 1986) es un jugador de baloncesto estadounidense que pertenece a la plantilla de Guaiqueríes de Margarita de la Liga Profesional de Baloncesto de Venezuela. Con 2,13 metros de estatura, juega en la posición de pívot.

## Trayectoria deportiva

### Universidad
Jugó durante cuatro temporadas con los Jaguars de la Universidad Estatal de Augusta de la División II de la NCAA, en las que promedió 12,5 puntos, 6,2 rebotes y 2,0 tapones por partido. Fue elegido en el mejor quinteto de la conferencia en sus tres últimas temporadas. En 2009 lideró el país en todas sus divisiones en porcentaje de aciertos en tiros de campo, con un 78,9%, teniendo además el récord actual de mejor porcentaje en toda una carrera, con un 74,5% de acierto.

#### Estadísticas
| Año     | Equipo        | PJ  | PT  | MPP  | %TC  | %3P  | %TL  | RPP | APP  | ROB  | TPP  | PPP  |
| ------- | ------------- | --- | --- | ---- | ---- | ---- | ---- | --- | ---- | ---- | ---- | ---- |
| 2005–06 | Augusta State | 21  | 7   | 9.2  | .699 | .000 | .409 | 2.4 | 0.19 | 0.05 | 0.57 | 5.3  |
| 2006–07 | Augusta State | 31  | 31  | 22.6 | .689 | .000 | .603 | 6.8 | 0.77 | 0.45 | 2.39 | 13.1 |
| 2007–08 | Augusta State | 34  | 33  | 26.6 | .762 | .000 | .579 | 7.8 | 1.18 | 0.35 | 2.62 | 15.2 |
| 2008–09 | Augusta State | 35  | 35  | 26.8 | .789 | .000 | .655 | 7.7 | 0.86 | 0.37 | 2.57 | 16.2 |
| Total   | Total         | 121 | 106 | 21.3 | .745 | .000 | .562 | 6.2 | 0.75 | 0.31 | 2.04 | 12.5 |

### Profesional
Tras no ser elegido en el Draft de la NBA de 2009, fichó por los Shanghai Sharks de la liga china, donde jugó una temporada en la que promedió 14,1 puntos y 9,3 rebotes por partido.
Al año siguiente participa en las Ligas de Verano de la NBA con los New Jersey Nets y los Miami Heat, pero son finalmente los Phoenix Suns quienes le ofrecen un contrato, jugando con ellos en la temporada 2010-11 21 partidos, en los que promedia 2,1 puntos y 1,3 rebotes. Mediada la temporada fue asignado a los Iowa Energy de la NBA D-League, donde jugó 4 partidos, en los que promedió 4,5 puntos y 5,0 rebotes, regresando posteriormente a los Suns.
En la temporada siguiente, le fue impuesta una cláusula en su contrato por la que debía adelgazar, ya que sobrepasaba en 5 kilos el límite que el club le había impuesto. Finalmente, en enero de 2012 fue despedido, encontrándose en la actualidad sin equipo.

## Estadísticas de su carrera en la NBA

### Temporada regular
| Año     | Equipo       | PJ | PT | MPP | %TC  | %3P  | %TL  | RPP | APP | ROB | TPP | PPP |
| ------- | ------------ | -- | -- | --- | ---- | ---- | ---- | --- | --- | --- | --- | --- |
| 2010–11 | Phoenix Suns | 21 | 0  | 4.8 | .548 | .000 | .500 | 1.3 | .1  | .0  | .2  | 2.1 |
| Total   | Total        | 21 | 0  | 4.8 | .548 | .000 | .500 | 1.3 | .1  | .0  | .2  | 2.1 |